# Wilhelm-Busch-Mühle
Die Wilhelm-Busch-Mühle oder Max-und-Moritz-Mühle, ehemals Bachmannsche Mühle oder Herrenmühle genannt, ist eine historische Wassermühle in Ebergötzen im Landkreis Göttingen. Seit 1977 wird sie als Gedenkstätte für Wilhelm Busch und als Mühlenmuseum betrieben.
Das Museum zeigt in Ausschnitten das Leben und Werk von Wilhelm Busch, die alte Mahltechnik an der laufenden Getreidemühle, die Gebäudegeschichte und das ländliche Leben im 19. Jahrhundert.

## Wilhelm Busch und die Mühle

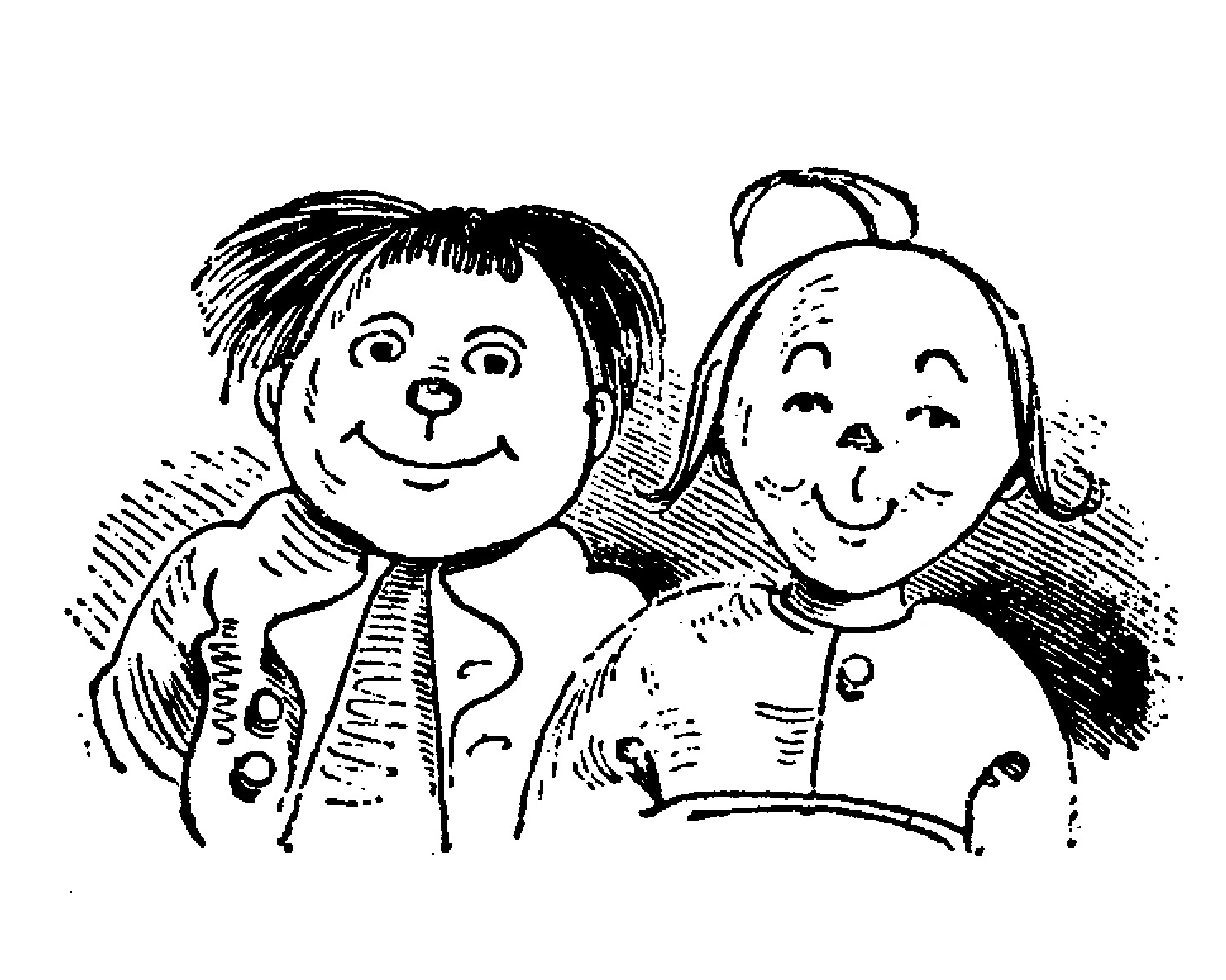
Max (links) und Moritz. Sie sehen Erich Bachmann und Wilhelm Busch sehr ähnlich.

Der Dichter, Maler und Zeichner Wilhelm Busch verewigte die Bachmannsche Mühle in der 1865 veröffentlichten Lausbubengeschichte Max und Moritz. Mit neun Jahren gaben ihn seine Eltern in die Obhut seines Onkels mütterlicherseits, dem Ebergötzer Pfarrer Georg Kleine. Dieser übernahm in den nächsten fünf Jahren seine Erziehung und erteilte ihm Privatunterricht.
Der kleine Wilhelm freundete sich schnell mit dem gleichaltrigen Müllerssohn Erich Bachmann an, dessen Familie Besitzer und Betreiber der Herrenmühle war. Erich durfte am Privatunterricht teilnehmen und in ihrer freien und unbeaufsichtigten Zeit erkundete Busch mit ihm das bäuerliche Dorfleben der 1840er Jahre. Später sagte Busch, dass einige Begebenheiten aus Max und Moritz auf diese Zeit zurückgingen. So gab es hinter der Mühle einen Steg über den Bach und ein Haus der Witwe Bolte war ebenfalls in der Nähe der Mühle. Mit Erich Bachmann verband ihn eine lebenslange Freundschaft, die er durch viele spätere Besuche in der Mühle pflegte.

## Lage und Beschreibung

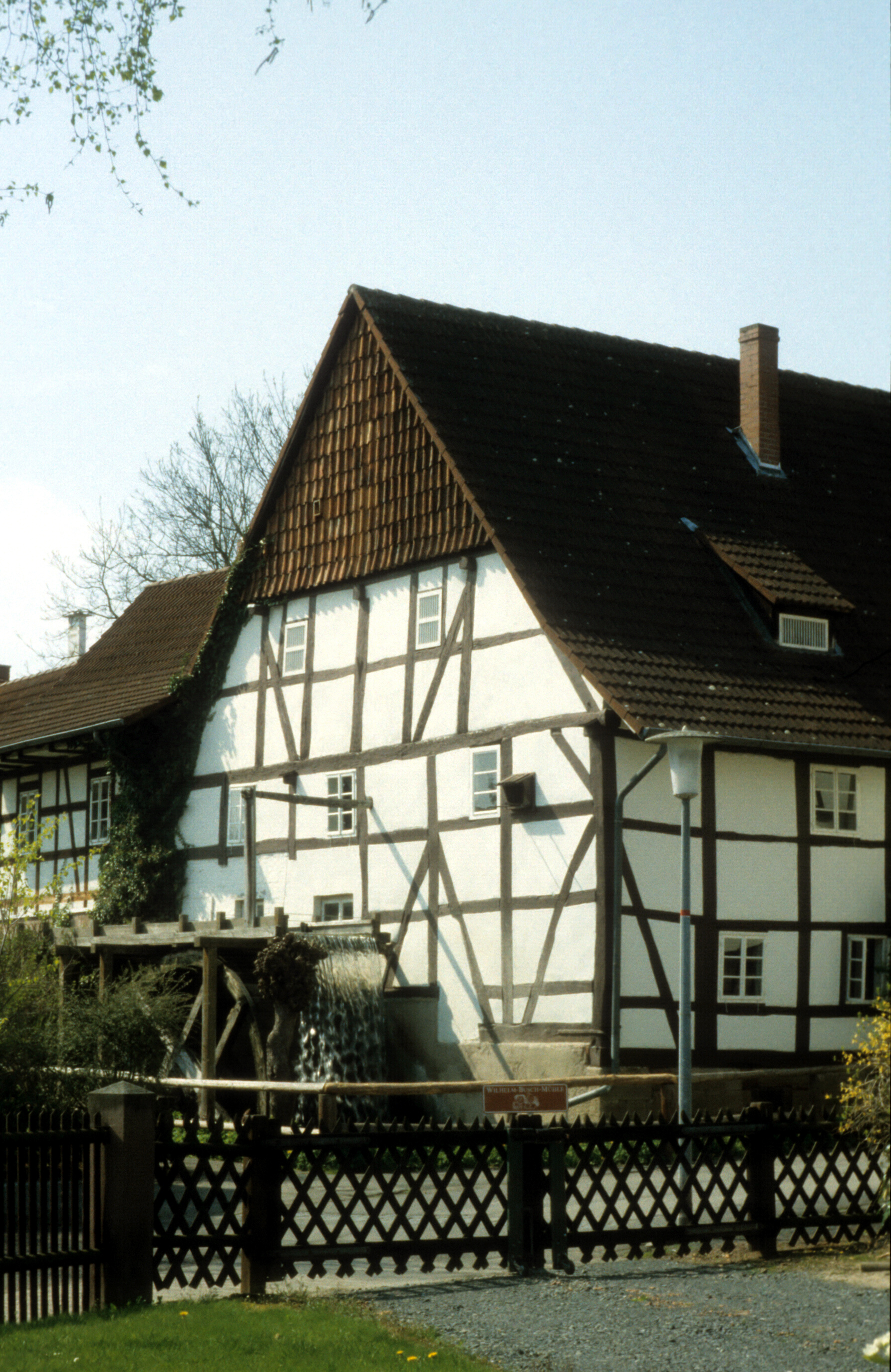
Rückwärtiger Giebel mit dem Mühlrad

Die Wilhelm-Busch-Mühle liegt heute im Dorfkern von Ebergötzen im Tal des Bachs Aue, die nach Osten in die Suhle entwässert. Die Mühle war ehemals ein landwirtschaftlicher Betrieb und ein Gewerbebetrieb in Form einer Getreidemühle, bestehend aus einem Wohn- und Wirtschaftsgebäude mit Stallung, in das im Wohntrakt eine Wassermühle eingebaut war. Dazu gehörte die gegenüber liegende Mühlenscheune mit weiteren Stallungen, ein Melkerhaus und der Mühlengarten, ein typischer Bauerngarten zur Lebensmittelversorgung der Mühlenbewohner. Das Gebäudeensemble liegt auf feucht-sumpfigem Gelände in der Talsohle der Aue am Weißwasserbach, der kurz danach in die Aue mündet.
Das Wohn- und Mühlengebäude ist ein zweigeschossiges Fachwerkgebäude mit Satteldach, die rechts anbauartig anschließenden ehemaligen Stallungen sind im Erdgeschoss aus regionaltypischen Sandsteinblöcken errichtet. Die Mühlenscheune in gleicher Bauweise brannte 1936 vollständig nieder. Sie wurde 1964 durch den Neubau eines Feuerwehrhauses ersetzt, das 1998 vom Förderkreis Wilhelm-Busch-Stätten in Ebergötzen e. V. erworben und in die Museumskonzeption integriert wurde. Das Melkerhaus auf dem Gelände hinter der Scheune wurde abgerissen und das Gelände veräußert. Der Mühlengarten wurde in den 1960er Jahren eingeebnet, jedoch um 1980 rekonstruiert und ebenfalls wieder Teil des Mühlenensembles.

## Geschichte der Mühle
Die Herrenmühle als Mühlenplatz im Amt Radolfshausen wurde erstmals im 14. Jahrhundert urkundlich erwähnt. Ob es sich dabei um die spätere Bachmannsche Mühle handelte, ist zu vermuten, jedoch nicht abschließend gesichert. Das heutige Mühlengebäude wurde im Jahr 1528 gebaut (urkundliche Erwähnung), nachdem die vormalige Mühle sehr wahrscheinlich abgebrannt war. Die Mühle gehörte der Grundherrschaft und war verpachtet. Es bestand Mühlenzwang, der 1810 durch Napoleon aufgehoben wurde. Im Jahr 1814 kam die Mühle in den Besitz des Königreiches Hannover und wurde 1849 durch den Großvater von Erich Bachmann vom Hannoverschen Königshaus gekauft. Sie wurde bis 1938 regulär betrieben, danach nur noch sporadisch für die Bachmanns selbst bzw. für deren Nachbarn.
Nach dem Zweiten Weltkrieg und bis in die 1960er Jahre wurde die Mühle als Wohnung für Heimatvertriebene genutzt. Zuletzt war sie baulich marode und wurde als Schandfleck für das Dorf eingestuft. 1965 wurde sie von Egon Bachmann an die Gemeinde Ebergötzen verkauft, die die Mühle abreißen wollte. Es bildete sich Widerstand in der Gemeinde und einige Menschen sprachen sich für den Erhalt des Gebäudes aus. Mit der 1972 erteilten Abrissgenehmigung formierte sich umgehend ein Freundeskreis Wilhelm-Busch, der sich als Förderkreis Wilhelm-Busch-Stätten in Ebergötzen e. V. gründete und die Mühle von der Gemeinde kaufte. Die anschließende Sanierung belief sich auf Kosten in Höhe von etwa 500.000 DM. Seit 1977 wird die Wilhelm-Busch-Mühle als Museum genutzt.

## Besonderheiten des Museums

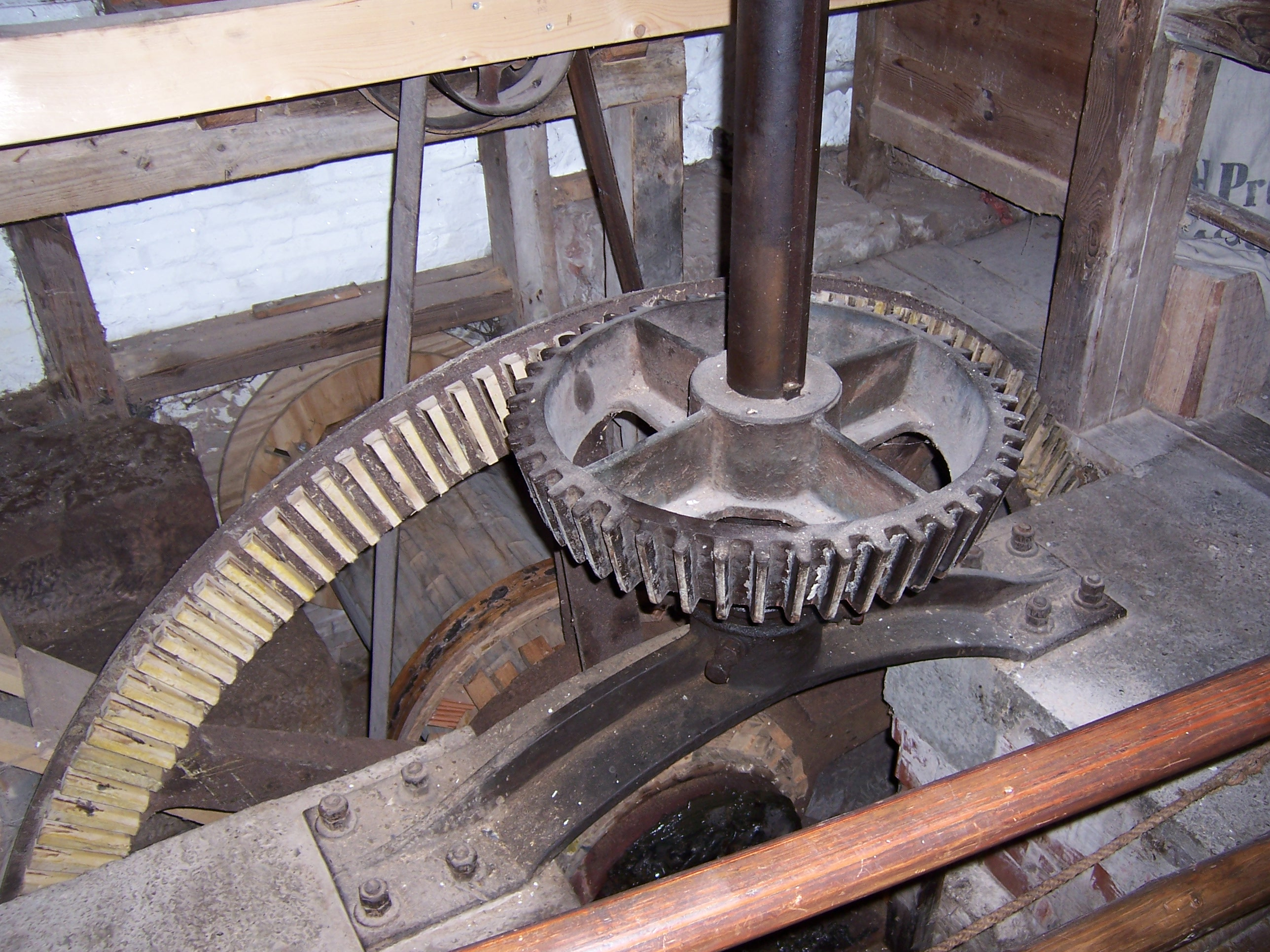
Mechanik der Wilhelm-Busch-Mühle

Die Museumskonzeption der Wilhelm-Busch-Mühle basiert auf historischen Führungen durch das Wohn- und Mühlenhaus mit Vorführung der Mühlen- und Mahltechnik bei laufendem Betrieb der Wassermühle.
Teil der Konzeption ist es, die Arbeits- und Lebensbedingungen der Müller und des Gesindes erlebbar zu machen.
Die Mühle verfügt in ihrer Dauerausstellung über eine große Sammlung an Max-und-Moritz-Übersetzungen in Fremdsprachen und Dialektvarianten. Ebenfalls eine Dauerausstellung ist die Sammlung von fremdsprachigen und mundartlichen Textbeispielen aus Max und Moritz als Videoinstallation zum Ansehen und -hören.
Einen weiteren Schwerpunkt bilden temporäre Ausstellungen zu Busch-Themen und Veranstaltungen vor allem zu Wilhelm Busch, aber auch museumspädagogische Kurse zu historischen Arbeitstechniken wie Filzen oder Papierschöpfen.
Die Gemeinde Ebergötzen nutzt die Wilhelm-Busch-Mühle als historischen Ort für Eheschließungen. Die Trauungen können auf dem Mahlboden oder im Herrenzimmer stattfinden, in dem Erich Bachmann und Wilhelm Busch so manchen Abend verbracht haben.